# Otręba (województwo warmińsko-mazurskie)
Otręba – wieś w Polsce położona w województwie warmińsko-mazurskim, w powiecie nowomiejskim, w gminie Kurzętnik.
W latach 1975–1998 miejscowość administracyjnie należała do województwa toruńskiego.
Wieś sołecka o powierzchni 245,46 ha z 38 gospodarstwami i 154 mieszkańcami. Dzieci chodzą do szkoły podstawowej w Wielkich Bałówkach.

## Historia
W 1868 r. wieś znajdowała się w powiecie lubawskim, parafii katolickiej w Skarlinie i parafii ewangelickiej w Nowym Mieście Lubawskim. Zajmowała obszar 955 mórg ziemi, było w niej 34 budynków, w tym 21 domów mieszkalnych i 143 mieszkańców (88 katolików i 55 ewangelików). W 1920 roku wieś znalazła się w granicach Polski.
W czasie drugiej wojny światowej miejscowość ucierpiała w czasie okupacji niemieckiej oraz gdy przeszedł front armii radzieckiej. W czasie grabieży bydła Rosjanie zastrzelili Henryka Graduszewskiego, mieszkańca wsi.
W 2008 r. we wsi było 38 gospodarstw i 154 mieszkańców.